# Vasilis Banousis
Vasilis Banousis (griechisch Βασίλης Μπανούσης, * 7. Mai 1990 in Larisa, Griechenland) ist ein ehemaliger griechischer Bahnradfahrer.

## Werdegang
Vasilis Banousis wurde 2008 bei der griechischen Bahnradmeisterschaft in Athen Dritter im Scratch-Wettbewerb der Junioren hinter Christos Ioannou. In der Mannschaftsverfolgung gewann er zusammen mit Iraklis Aslanis, Georgios Bouglas und Georgios Melas den nationalen Meistertitel.

## Erfolge
2008
- Griechischer Meister – Mannschaftsverfolgung (Junioren) mit Iraklis Aslanis, Georgios Bouglas und Georgios Melas

## Teams
- 2009 Heraklion-Nessebar (bis 30. Juni)

- 2011 KTM-Murcia